# رند ابو حسين
رند إياد جودت أبو حسين (مواليد 1 مارس 1997)، والمعروفة باسم رند أبو حسين، هي لاعبة كرة قدم أردنية تلعب كمدافعة لنادي دوري السيدات المحلي شباب الأردن و منتخب الأردن للسيدات.